# سعيد بن فايز السعيد
سعيد بن فايز السعيد (1960م) باحث ومترجم وأكاديمي سعودي متخصص في الآثار والحضارات واللغات السامية، ألف وترجم عشرات البحوث العلمية في آثار الجزيرة العربية جميعها نشرت، إلى الآن، في (15 كتاباً)، كما نشرت أبحاثه في مجلات علمية محكمة محلية ودولية باللغات: العربية والألمانية والإنجليزية والفرنسية. صدرت له العديد من المؤلفات في الآثار من بينها كتاب: «كنوز أثرية من دادان: نتائج تنقيبات المواسم السبعة الأولى». وحصل على العديد من الجوائز من أبرزها: جائزة الملك فيصل العالمية في الدراسات الإسلامية عام 2025م

## التعليم
- حاصل على الدكتوراه في الحضارات واللغات السامية من جامعة ماربورغ في ألمانيا (1994م).[1][4]

## العمل والمناصب
- رئيس قسم الآثار والمتاحف في جامعة الملك سعود من 2003م إلى 2006م.
- عميد كلية السياحة والآثار في جامعة الملك سعود من 2006م إلى 2013م.[5]
- عميد معهد الملك عبد الله للبحوث والدراسات الاستشارية من 2013م إلى 2019م.
- أمين عام جائزة الملك عبد الله بن عبدالعزيز العالمية للترجمة.[6]
- المشرف على كرسي الأمير سلطان بن سلمان لتطوير الكوادر الوطنية في السياحة والآثار.[7]
- شارك في تأسيس وإعداد البرامج الأكاديمية في الآثار.
- رئيس اللجنة العلمية لتأسيس كلية السياحة والآثار بجامعة الملك سعود.
- رئيس اللجنة العلمية لوضع الخطط الدراسية لبرنامج الآثار في جامعة الملك سعود.
- رئيس اللجنة العلمية لوضع الخطط الدراسية لبرنامج إدارة التراث في جامعة الملك سعود.
- رئيس اللجنة العلمية للاعتماد الدولي لبرنامج الآثار في جامعة الملك سعود.
- رئيس اللجنة العلمية لوضع وثيقة المعايير التخصصية ونواتج التعلم لبرنامج الآثار، مشروع جاهزية، في هيئة تقويم التعليم والتدريب.[1][4]
- عضو مجلس إدارة هيئة المتاحف مارس 2024م.[8]

## العمل الميداني
- شارك في عدد من أعمال التنقيب الأثري في مواقع متفرقة من المملكة العربية السعودية منها: موقع الفاو.
- المشرف الميداني لفريق جامعة الملك سعود للتنقيب في موقع دادان 2004م-2010م.[9]
- رئيس مشارك للمشروع السعودي الألماني للتنقيب الأثري في تيماء 2004م - 2010م.
- رئيس مشارك للمشروع السعودي الفرنسي لتوثيق ودراسة النقوش الأثرية بمنطقة نجران 2007م - 2014م.
- أجرى عدداً من المسوحات الأثرية في مواقع أثرية منها: موقع البرك في جازان، وتيماء، وتبوك، ونجران، والعلا، ومدائن صالح، وحائل، وثاج، والقويعية. و نشرت نتائجها في كتب ومجلات علمية محكمة.
- شارك في الأعمال الميدانية لمسح وتحديد طريق الملك عبدالعزيز لاسترداد الرياض.
- شارك في إعداد المحتوى الأثري للمتحف الوطني وقصر المربع.[1][4]

## الإصدارات
| م  | الكتاب                                                                                                | التاريخ       | المصدر                                         |
| -- | --- | ------------- | ---------------------------------------------- |
| 1  | المختار من إبداعات الخط العربي (بالاشتراك)                                                            | 1999م         |                                                |
| 2  | حملة الملك البابلي نبونيد على شمال غرب الجزيرة العربية، الجمعية التاريخية السعودية                    | 2000م         | [ 10 ]                                         |
| 3  | حضارة الكتابة (بالاشتراك مع عبد الله المنيف)                                                          | 2000م         |                                                |
| 4  | نقوش لحيانية غير منشورة من المتحف الوطني                                                              | 2001م         |                                                |
| 5  | العلاقات الحضارية بين الجزيرة العربية ومصر في ضوء النقوش العربية القديمة                              | 2003م         | [ 11 ]                                         |
| 6  | آثار منطقة حائل (بالاشتراك)                                                                           | 2003م         |                                                |
| 7  | آثار منطقة القصيم (بالاشتراك)                                                                         | 2003م         |                                                |
| 8  | سدوس: نموذج للقرية النجدية بالمملكة العربية السعودية، أسس التخطيط و الهيكل المعماري (ترجمة بالاشتراك) | 2008م         | تأليف: كريستوفر هانكه.                         |
| 9  | آل سعود: دراسة في تاريخ الدولة السعودية (ترجمة)                                                       | 2011م         | تأليف: الويس موسيل                             |
| 10 | الرحلة إلى بنما (ترجمة)                                                                               | 2012م         | تأليف: يانوش.                                  |
| 11 | كنوز أثرية من دادان: نتائج تنقيبات المواسم السبعة الأولى                                              | 2013م - 2014م | بالاشتراك مع الدكتور عبد العزيز بن سعود الغزي. |
| 12 | مدوّنة نقوش شرق الجزيرة العربية القديمة - الحسائية                                                     | 2019م         | [ 15 ] [ 16 ]                                  |

## الجوائز والتكريم
- منحه الكسندر فون هومبلد الألمانية عام 2000م.
- جائزة شومان للباحثين العرب لعام 2003م.[17]
- جائزة وكالة جامعة الملك سعود للدراسات العليا والبحث العلمي في النشر العلمي المتميز عام 2011م.
- شهادة تقدير الرواد في الآثار من وزارة الإعلام عام 2012م.
- شهادة تقدير منتدى الجوائز العربية لعام 2021م.
- جائزة الملك عبدالعزيز للكتاب التي تمنحها دارة الملك عبد العزيزفي دورتها الأولى 1434هـ /1435هـ (2014م).[18]
- جائزة الملك فيصل العالمية في الدراسات الإسلامية عام 2025م، بالاشتراك مع الدكتور سعد بن عبد العزيز الراشد.[19][20]